# Léonce jardinier

Léonce jardinier est un film muet français réalisé par Léonce Perret en 1914 et sorti en 1915.

## Fiche technique
Source IMDb
- Réalisation : Léonce Perret
- Chef-opérateur : Georges Specht
- Société de production : Société des Établissements L. Gaumont
- Pays d'origine : France
- Format : Muet - Noir et blanc
- Genre : Comédie
- Date de sortie : 
  - France : 17 janvier 1915

## Distribution
Source IMDb
- Léonce Perret : Léonce